# Jelena Alajbeg
Jelena Alajbeg (ur. 1 października 1989 w Kašteli) – chorwacka siatkarka, grająca na pozycji atakującej. Od sezonu 2020/2021 występuje w drużynie OK Mladost Kaštela.

## Sukcesy klubowe
Mistrzostwo Hiszpanii:
- 2009

Mistrzostwo Rumunii:
- 2010, 2016
- 2017
- 2019

Superpuchar Szwajcarii:
- 2010, 2011

Puchar Szwajcarii:
- 2011, 2012

Mistrzostwo Szwajcarii:
- 2011, 2012

## Sukcesy reprezentacyjne
Mistrzostwa Europy Juniorek:
- 2006

## Sukcesy indywidualne
- 2005 - Najlepsza serwująca Mistrzostw Europy Kadetek
- 2011 - Najlepsza serwująca III Memoriału Agaty Mróz-Olszewskiej